# 偈
偈（げ、サンスクリット: gāthā）とは、仏典のなかで、仏の教えや仏・菩薩の徳をたたえるのに韻文の形式で述べたもの。「偈陀（げだ）」「伽陀（かだ）」とも音写し、意訳して「偈頌（げじゅ）」という。対して散文部分を「長行」という。

## インドの伽陀の漢訳
仏典に最も多く出てくる16音節（8音節1句を2句）2行の32音節よりなる首盧迦（しゅるか）(śloka) をいう。漢訳はこの一偈を4字または5字の4句に訳すことが多い。狭義の偈の意味では、前に散文がなく、韻文のみの教説である孤起偈 (gāthā) と、散文の教説につづいて重ねて韻文で散文の内容を説く重頌偈 (geya) がある。

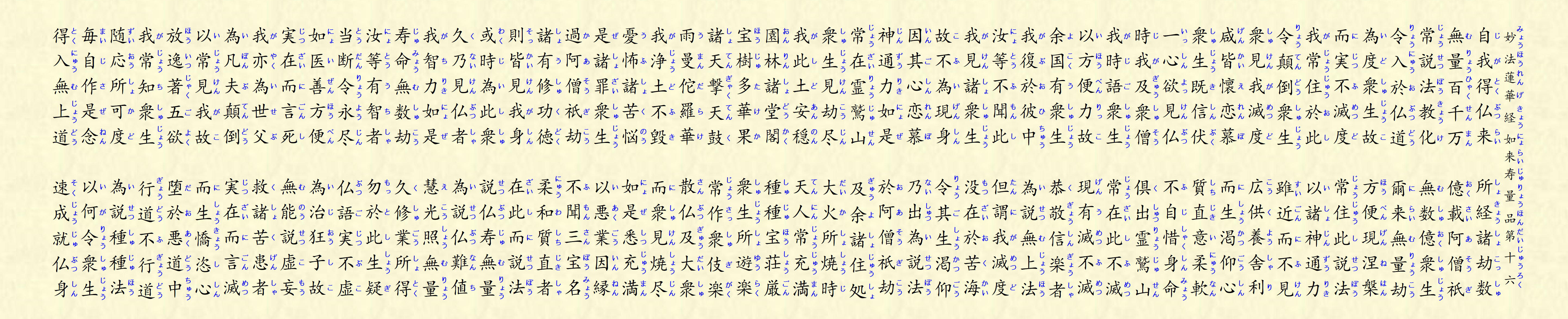
漢訳仏典の偈(鳩摩羅什訳『法華経』如来寿量品第十六の自我偈)

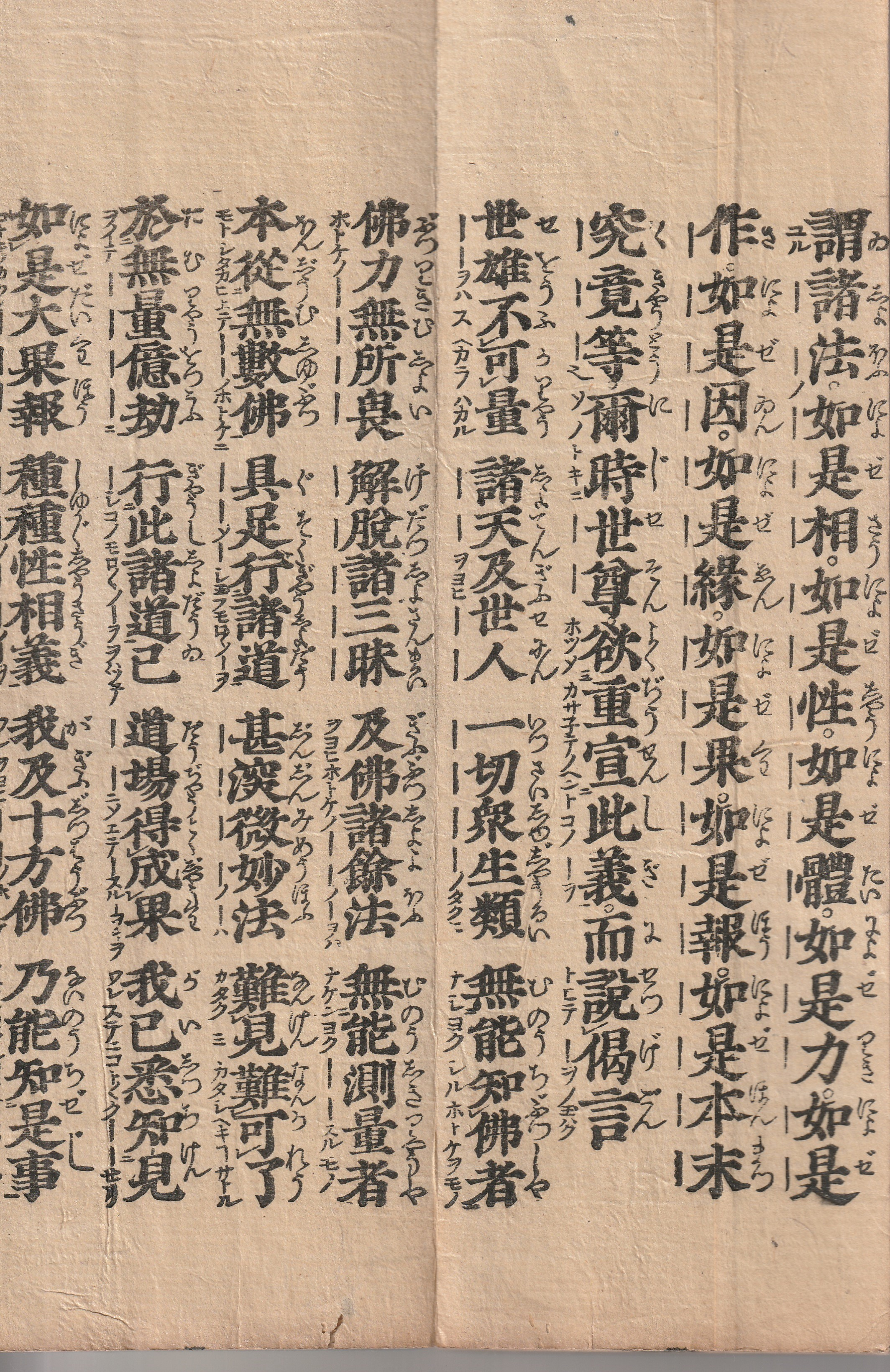
画像の3行目までは「長行」で、4行目からは1句5字の「偈」になる。『法華経』方便品第二の一部

漢訳の偈は、外見は漢詩と同じだが、韻をふむことは少なく中国の詩の体をなしていない。

## 中国日本の偈
禅僧などが悟境を韻文の体裁で述べたものを「偈」と呼ぶ。中国の偈は押韻しているのが普通であるが、日本人の詩偈と呼ぶ儀式に使用される法語には破格のものも多い。
僧の作る偈と、普通の詩の体をなす韻文とを差別する漢詩研究者も一部では存在する。
なお、インドのガータ（重頌および狐起頌）と漢詩の成立では、前者のほうが古いとされている。

## 「六十万人の偈」
時宗の開祖となった一遍が「智真」と名乗っていた1274年（文永11年）ころ、高野山を巡礼したのち熊野で100日間の参籠をおこない、その満願の日に熊野権現の神託を受けたといわれる。それは「六字名号一遍法、十界依正一遍体、万行離念一遍証、人中上々妙好華」の四句から成る偈のかたちとなっており、各句のかしら文字が「六十万人」となることから「六十万人の偈」と呼称される。のちに彼が「一遍上人」と称されるようになったのは、この偈に由っている。